# Pyrgilauda blanfordi
Pyrgilauda blanfordi (também conhecida por Montifringilla blanfordi) é uma espécie de ave da família Passeridae.
Pode ser encontrada nos seguintes países: China, Índia, Nepal e Paquistão.
Os seus habitats naturais são: campos de gramíneas de clima temperado.